# احمدآباد (کوثر)
احمدآباد روستایی است که در استان اردبیل، شهرستان کوثر، بخش فیروز، دهستان زرج‌آباد قرار دارد.

## جمعیت
بر اساس سرشماری سال ۱۳۸۵ جمعیت این روستا ۲۸۴ نفر با ۴۹ خانوار بوده‌است.